# Nigel Pruitt
Nigel Pruitt (Memphis (Tennessee), 3 de octubre de 1994) es un jugador de baloncesto estadounidense con nacionalidad alemana, que mide 2,01 metros y actualmente juega de ala-pívot y alero en el Oviedo Club Baloncesto de la Liga LEB Oro. 

## Trayectoria
Pruitt es un ala-pívot formado en el Bullis Prep High School de su ciudad natal, antes de ingresar en 2012 en la Universidad Estatal de Kennesaw, situada en Kennesaw, Georgia, donde jugaría durante cuatro temporadas la NCAA con los Kennesaw State Owls desde 2012 a 2016. 
Tras no ser drafteado en 2016, Pruitt comenzó su carrera profesional en la 1. Regionalliga de Alemania, en la cuarta división del país, donde jugó dos temporadas en el TSG Westerstede desde 2016 a 2018. En la temporada 2016-17 anotó 20,2 puntos por partido y aumentó su cuenta de puntos a 21,4 puntos por partido en la temporada 2017-18.
En 2018, Pruitt se casó con una mujer alemana y adquirió la ciudadanía alemana en 2020.
En la temporada 2018-19, firma por el BAWE Oldenburger TB de la ProB, la tercera división alemana.
En la temporada 2019-20, firma por el Fraport Skyliners y sería asignado a su equipo junior que disputa la ProB, en el que promedió 14,9 puntos en 18 partidos.
El 5 de noviembre de 2020, firma por el Redwell Gunners Oberwart de la Admiral Basketball Bundesliga de Austria, con el que promedió 11,5 puntos y 3,5 rebotes en 31 partidos disputados.
El 23 de junio de 2021, firma por el SC Rasta Vechta de la ProA (Basketball Bundesliga), la segunda división alemana.
El 4 de enero de 2022, Nigel firma por el Aris Leeuwarden de la BNXT League.
El 12 de agosto de 2022, firma por el Oviedo Club Baloncesto de la Liga LEB Oro.